# Лондейл (Північна Кароліна)
Лондейл (англ. Lawndale) — місто (англ. town) в США, в окрузі Клівленд штату Північна Кароліна. Населення — 570 осіб (2020).

## Географія
Лондейл розташований за координатами 35°24′52″ пн. ш. 81°33′44″ зх. д. / 35.41444° пн. ш. 81.56222° зх. д. (35.414384, -81.562104).  За даними Бюро перепису населення США в 2010 році місто мало площу 2,22 км², з яких 2,08 км² — суходіл та 0,14 км² — водойми.

## Демографія
Згідно з переписом 2010 року, у місті мешкало 606 осіб у 245 домогосподарствах у складі 157 родин. Густота населення становила 273 особи/км².  Було 289 помешкань (130/км²).
Расовий склад населення:
| - 79,2 % — білих - 15,3 % — чорних або афроамериканців - 0,2 % — азіатів - 3,1 % — осіб інших рас |

До двох чи більше рас належало 2,1 %. Частка іспаномовних становила 4,8 % від усіх жителів.
За віковим діапазоном населення розподілялося таким чином: 25,2 % — особи молодші 18 років, 56,5 % — особи у віці 18—64 років, 18,3 % — особи у віці 65 років та старші. Медіана віку мешканця становила 42,1 року. На 100 осіб жіночої статі у місті припадало 98,7 чоловіків;  на 100 жінок у віці від 18 років та старших — 97,0 чоловіків також старших 18 років.
Середній дохід на одне домашнє господарство  становив 41 770 доларів США (медіана — 31 750), а середній дохід на одну сім'ю — 51 529 доларів (медіана — 40 536). Медіана доходів становила 31 680 доларів для чоловіків та 33 750 доларів для жінок. За межею бідності перебувало 21,4 % осіб, у тому числі 23,3 % дітей у віці до 18 років та 10,1 % осіб у віці 65 років та старших.
Цивільне працевлаштоване населення становило 274 особи. Основні галузі зайнятості: освіта, охорона здоров'я та соціальна допомога — 28,8 %, роздрібна торгівля — 19,0 %, виробництво — 16,1 %, науковці, спеціалісти, менеджери — 14,2 %.